# Taras Shelestiuk
Taras Olexándrovych Shelestiuk –en ucraniano, Тарас Олександрович Шелестюк– (Donetsk, URSS, 30 de noviembre de 1985) es un deportista ucraniano que compite en boxeo.
Participó en los Juegos Olímpicos de Londres 2012, obteniendo una medalla de bronce en el peso wélter. Ganó una medalla de oro en el Campeonato Mundial de Boxeo Aficionado de 2011 y una medalla de bronce en el Campeonato Europeo de Boxeo Aficionado de 2010.
En marzo de 2013 disputó su primera pelea como profesional. En noviembre de 2015 conquistó el título internacontonental de la AMB, en la categoría de peso wélter.

## Palmarés internacional
| Juegos Olímpicos   | Juegos Olímpicos      | Juegos Olímpicos  | Juegos Olímpicos |
| Año                | Lugar                 | Medalla           | Categoría        |
| ------------------ | --------------------- | ----------------- | ---------------- |
| 2012               | Londres (Reino Unido) | Medalla de bronce | 69 kg            |
| Campeonato Mundial |                       |                   |                  |
| Año                | Lugar                 | Medalla           | Categoría        |
| 2011               | Bakú (Azerbaiyán)     | Medalla de oro    | 69 kg            |
| Campeonato Europeo |                       |                   |                  |
| Año                | Lugar                 | Medalla           | Categoría        |
| 2010               | Moscú (Rusia)         | Medalla de bronce | 69 kg            |